# Heritiera utilis
Heritiera utilis is een plantensoort uit de kaasjeskruidfamilie (Malvaceae). Het is een groenblijvende boom met een compacte ronde kroon. De boom bereikt meestal een groeihoogte tot 35 meter, hoewel sommige exemplaren 45 meter hoog kunnen worden. De stam is cilindrisch, maar vaak krom, en heeft een diameter tot 150 centimeter. De stam kan hoge, dunne en gebogen wortellijsten hebben. De soort staat op de Rode Lijst van de IUCN geklasseerd als 'niet bedreigd'.
De soort komt voor in tropisch West-Afrika, van Sierra Leone tot in Ghana. Hij groeit daar in groenblijvend bossen, vochtige semi-bladverliezende bossen en galerijbossen, meestal op hoogtes lager dan 500 meter. De boom wordt vaak aangetroffen langs waterlopen en in moerassen, omdat de soort droogtegevoelig is.
De boom wordt op grote schaal geëxploiteerd vanwege zijn hout en heeft ook lokale medicinale toepassingen. Van de schors wordt een afkooksel gemaakt, die wordt aangebracht op huidaandoeningen veroorzaakt door lepra. Inwendig wordt ze gebruikt als afrodisiacum. Uit de zaden wordt een olie geperst die ook als afrodisiacum wordt gebruikt. 
Het hout wordt veel gebruikt voor buiten- en binnenschrijnwerk, lambrisering, vloeren, lijstwerk, timmerwerk, meubels, trappen, scheepsbouw en gesneden fineer voor binnen- en buitenvlakken van multiplex. Lokaal wordt het gebruikt voor het maken van kano's, roeispanen en planken voor woningen.
... · 
Abelmoschus · 
Abroma · 
Abutilon · 
Acaulimalva · 
Acropogon · 
Akrosida · 
Allosidastrum · 
Allowissadula · 
Apeiba · 
Ayenia · 
Bakeridesia · 
Adansonia (Baobab) · 
Alcea · 
Althaea (Heemst) · 
Anisodontea · 
Anoda · 
Argyrodendron · 
Bastardia · 
Berrya · 
Bombax · 
Brachychiton · 
Brownlowia · 
Burretiodendron · 
Byttneria · 
Callirhoe · 
Carpodiptera · 
Cavanillesia · 
Ceiba · 
Chiranthodendron · 
(Chorisia) · 
Cola · 
Colona · 
Commersonia · 
Corchorus · 
Craigia · 
Cristaria · 
Cullenia · 
Diplodiscus · 
Dombeya · 
Duboscia · 
Durio · 
Entelea · 
Eremalche · 
Eriolaena · 
Eriotheca · 
Firmiana · 
Franciscodendron · 
Fremontodendron · 
Fuertesimalva · 
Glyphaea · 
Gossypium (Katoenplant) · 
Grewia · 
Guichenotia · 
Gynatrix · 
Gyranthera · 
Hampea · 
Hannafordia · 
Helicteres · 
Heliocarpus · 
Herissantia · 
Heritiera · 
Hermannia · 
Hibiscadelphus · 
Hibiscus · 
Hildegardia · 
Hoheria · 
Horsfordia · 
Howittia · 
Huberodendron · 
Iliamna · 
Keraudrenia · 
Kleinhovia · 
Kokia · 
Kosteletzkya · 
Kostermansia · 
Kydia · 
Lagunaria · 
Lasiopetalum · 
Lavatera · 
Lawrencia · 
Lebronnecia · 
Luehea · 
Lysiosepalum · 
Macrostelia · 
Malacothamnus · 
Malope · 
Malva (Kaasjeskruid) · 
Malvaviscus · 
Malvella · 
Matisia · 
Megistostegium · 
Melhania · 
Melochia · 
Microcos · 
Nayariophyton · 
Nesogordonia · 
Ochroma · 
Pachira · 
Palaua · 
Pavonia · 
Pentace · 
Pentaplaris · 
Phragmotheca · 
Phymosia · 
Pseudobombax · 
Pterospermum · 
Pterygota · 
Quararibea · 
Radyera · 
Reevesia · 
Rhodognaphalon · 
Robinsonella · 
Rulingia · 
Scaphium · 
Scaphopetalum · 
Schoutenia · 
Scleronema · 
Senra · 
Sida · 
Sidalcea · 
Sparrmannia · 
Sphaeralcea · 
Sterculia · 
Symphyochlamys · 
Talipariti · 
Theobroma · 
Thespesia · 
Thomasia · 
Tilia (Linde) · 
Triplochiton · 
Triumfetta · 
Trochetia · 
Trochetiopsis · 
Urena · 
Waltheria · 
Wercklea · 
Wissadula · 
...